# Megalomyrmex piriana
Megalomyrmex piriana är en myrart som beskrevs av Brandao 1990. Megalomyrmex piriana ingår i släktet Megalomyrmex och familjen myror. Inga underarter finns listade i Catalogue of Life.